# Cristalli di Charcot-Leyden

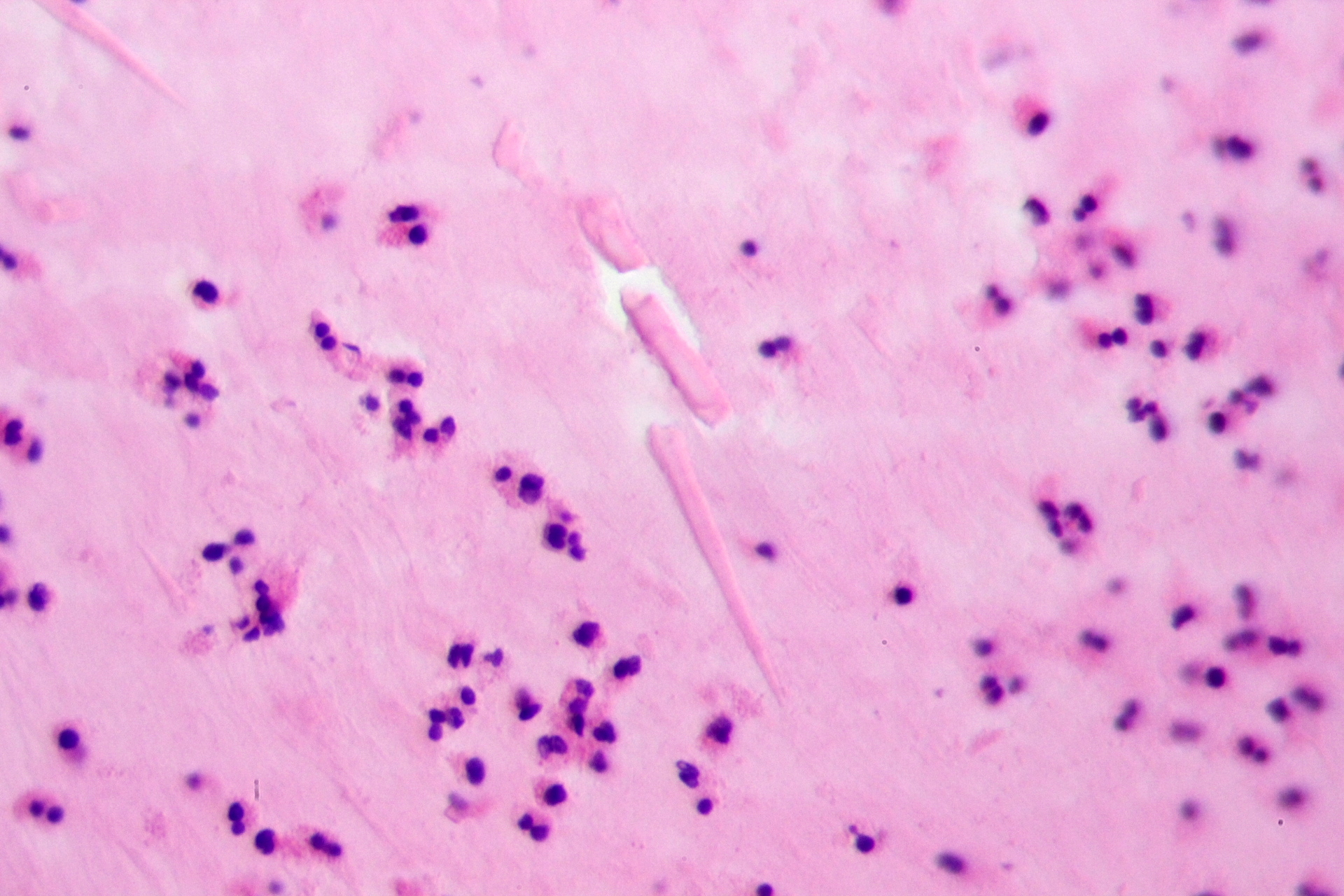
Cristalli di Charcot-Leyden e granulociti eosinofili nella sinusite allergica.

I cristalli di Charcot-Leyden sono cristalli microscopici trovati in persone che hanno malattie allergiche come l'asma o infezioni parassitarie come la polmonite parassitaria. Sono formati da fosfolipasi, una proteina sintetizzata e secreta dagli eosinofili denominata galectina-10.

## Storia
Friedrich Albert von Zenker fu il primo a notare questi cristalli nel 1851, dopo di che furono descritti congiuntamente da Jean-Martin Charcot e Charles-Philippe Robin nel 1853, poi nel 1872 da Ernst Viktor von Leyden.